# Burgstaller Schleifmühle
Die Burgstaller Schleifmühle ist eine abgegangene Mühle westlich von Burgstall, einem Ortsteil der Gemeinde Burgstetten im baden-württembergischen Rems-Murr-Kreis. Von dem Gebäude haben sich keine Überreste erhalten.

## Lage
In der Beschreibung des Oberamts Marbach von 1866 heißt es, dass an der Vereinigung des Buchenbachs mit der Murr die Burgstaller Schleifmühle stand. Der Standort ist etwa 1,7 Kilometer von der Ortsmitte Burgstalls entfernt. Die Brücke über den Buchenbach wurde in früheren Zeiten Schleifhausbrücke genannt. Weiterhin habe an der Murr auf der so genannten Hammerstätte eine Hammerschmiede gestanden.

## Geschichte
Über die Geschichte der Mühle ist nichts mehr bekannt. Da schon im 19. Jahrhundert keine Überreste vorhanden waren, muss die Mühle bereits im 18. oder 17. Jahrhundert eingegangen sein.